# 甘肃镇
甘肃镇是明代的一个军镇，为九边之一，驻甘州府（今张掖市），甘肃镇防区东自松疆阿坝岭、临洮双墩子界，西至嘉峪关，负责930公里的长城河西大边段:141。
除了军事外，确保丝绸之路的畅通和西域贡使的安全也是甘肃镇的重要职能之一，明代的丝绸之路在甘肃守臣的管理和保护之下朝贡和贸易从未中断，明朝也通过与西域的朝贡贸易减轻北元对西北地区的国防威胁。

## 历史
洪武十一年（1378年），明太祖朱元璋以西平侯沐英为征西将军，洪武十四年（1381年）沐英征讨云南，甘肃地区的军事行动由濮英和宋晟负责。濮英征讨纳哈出牺牲后，甘肃的军事行动改由宋晟与刘真负责，此时尙是征伐总兵官，与镇守总兵不同。洪武二十五年（1392年）二月，随着甘州城池的修筑，朱元璋任命宋晟为总兵、刘真副之，“西凉山丹诸卫军马，凡有征调悉听节制”。宋晟能够调动凉州、山丹军队，开始使甘肃军队逐渐成为一个作战单元，自主开展军事行动，史籍大多以宋晟为甘肃首任镇守总兵官，赵现海、胡凡等学者将此视为甘肃建镇的标志。洪武二十七年（1394年）正月，朱元璋正式“命曹国公李景隆佩平羌将军印，往甘肃镇守”，是为甘肃镇第一任镇守。
建文元年（1399年），明朝再次派遣宋晟充任总兵官镇守甘肃，终建文一朝未加调动。永乐二年，明成祖朱棣鉴于宋晟熟稔甘肃军情，在蒙古旧部中素有威望，仍命其继续充任总兵官，在敕文中明确赋予宋晟“便宜行事”之权，并且由于甘肃巡抚尚未设立，宋晟甚至拥有后来总兵官所无的管理钱粮、屯田等财政权力，此外还有管理民事、外交的权力。到永乐五年（1407年）宋晟之子宋琥接任甘肃总兵官时，朱棣令其节制陕西都司、行都司军队，则宋晟已实际管辖除宁夏外的整个陕西军队，这可能与明朝抵御帖木儿帝国入犯的战略设计有关。永乐十一年（1412年），李彬接任总兵官时，仅镇守甘肃、节制陕西行都司各卫所官军，不再节制陕西都司军队，甘肃镇地域缩小到甘肃地区。宣德元年（1426年），确定甘肃总兵官佩平羌将军印，节制陕西行都司与备御军队，甘肃镇总兵制度成为定制，辖区基本固定为松潘、临洮至嘉峪关。
清康熙十五年（1676年），裁撤甘肃镇总兵官，设甘肃提督。
甘肃总兵府在甘州城西北隅，原是镇守太监府，嘉靖年间改为总兵署，清康熙初年靖逆侯张勇改为甘肃提督署。

## 建制
甘肃镇官兵最多时有91,571人，总兵官下设分守副总兵一员，驻节凉州卫；分守参将四员，分驻庄浪、肃州、西宁、镇番；游击将军四员，分驻甘州、庄浪、松山、碾伯；守备、都司、千总、把总若干员，分驻各地城堡。:138

## 镇守总兵
- 宋晟，怀远人，洪武二十五年（1392年）二月任
- 李景隆，洪武二十七年（1394年）正月以平羌将军镇甘肃
- 宋晟，建文元年（1399年）复任
- 宋琥，宋晟之子，永乐五年（1407年）七月任
- 何福，永乐五年（1407年）八月任
- 宋琥，永乐八年（1410年）七月复任
- 李彬，永乐十一年（1412年）正月任
- 费瓛，定远人，永乐十二年（1414年）六月任
- 刘广，张掖人，宣德元年（1426年）六月任
- 丁刚，息县人
- 史昭，合肥人，宣德间任
- 刘钊，全椒人
- 都满，开城人
- 王贵
- 陈懋，宣德十年（1435年）六月任
- 任礼，正统元年（1436年）正月任
- 蒋贵，江都人，正统四年（1439年）正月任
- 任礼，正统五年（1440年）十二月复任
- 胡麟
- 王靖，正统十四年（1449年）十一月任
- 雷通，景泰四年（1453年）八月任
- 宋诚，宋晟曾孙，天顺元年（1457年）二月任
- 卫颖，华亭人，天顺元年（1457年）十二月任
- 郭登，凤阳人，天顺八年（1464年）三月任
- 蒋琬，天顺八年（1464年）七月任
- 焦寿，成化八年（1472年）正月任
- 鲍政，北京人，成化八年（1472年）十一月任
- 王玺，大同人，成化十二年（1476年）四月任
- 范瑾，成化二十年（1484年）二月任
- 焦顺，《明史》作焦俊，先蒙古人，成化二十一年（1485年）十一月任
- 周玉，大同人，成化二十二年（1486年）十一月任
- 刘宁，京卫人
- 王茂
- 彭清，弘治八年（1495年）任
- 刘胜，辽阳人
- 卫勇，北京人
- 柳湧，甘州人
- 李隆，北京人
- 武振，山丹人
- 姜奭，榆林人
- 王勋，榆林人
- 金镛，辽东人
- 徐谦，凉州人
- 史镛，宁夏人
- 刘文，庆阳人，嘉靖十六年（1537年）任
- 鲁经
- 杨信，固原人
- 仇鸾，宁夏人，嘉靖二十三年（1544年）任
- 王继祖，密云人，嘉靖三十七年（1558年）任
- 吴钊
- 李卑，榆林人
- 刘承业，甘州人
- 吕经，宁夏人
- 傅津，绥德人
- 李震，镇番人
- 杨真，庄浪人
- 孙国臣，大同人
- 白允中，绥德人
- 雷龙，巩昌人
- 郑印，宁夏人
- 徐仁，绥德人
- 佟登，《甘州府志》作佟发，辽东人
- 杨濬
- 刘承嗣，振武卫人
- 陈锐，绥德人
- 张臣，榆林人
- 李昫，固原人
- 王斌业，西安右卫人，万历二十三年（1595年）任
- 柴国柱，西宁人，万历三十六年（1608年）任
- 王允中，山丹人
- 达云，凉州人
- 李怀信，大同人，万历四十三年（1615年）任
- 祁秉忠，西宁人
- 李棲凤，凉州人
- 张杰，甘州人
- 薛永寿，北直隶人，天启元年（1621年）任
- 董继舒，《甘州府志》作黄继舒，宣府人
- 徐永寿，密云人
- 杨嘉谟，凉州人
- 张显谟，庄浪人，崇祯八年（1635年）任
- 曹文诏，大同人
- 柳绍宗，榆林人
- 柴时华，西宁人
- 左勷，榆林人
- 马爌，《甘肃通志》作马旷，蒲州人，崇祯十二年（1639年）任

参考资料：

## 延伸阅读
- 田澍. . 中国边疆史地研究. 1998, (3): 27–38. CNKI zgbj803.004.